# Erioptera (Erioptera) galbinocosta
Erioptera (Erioptera) galbinocosta is een tweevleugelige uit de familie steltmuggen (Limoniidae). De soort komt voor in het Afrotropisch gebied.